# Jorge Fabián Calzoni
Jorge Fabián Calzoni es un Ingeniero Civil, rector de la Universidad Nacional de Avellaneda, desde su creación en 2010. Previamente había sido Secretario de Cultura y Extensión Universitaria de la Universidad Tecnológica Nacional Facultad Regional Avellaneda. Políticamente se define como peronista.

## Trayectoria profesional
A través del Decreto del Poder Ejecutivo Nacional N.º 842/2010 se designa como Rector Organizador de la UNDAV al Ingeniero Jorge Fabián Calzoni estableciendo que, en el marco de lo previsto en la Ley de Educación Superior, permanecerá en su cargo por un lapso de cuatro años. A fines de 2015, es reelecto como Rector de dicha institución por cuatro años más.
Jorge Calzoni cuenta con los títulos de Ingeniero en Construcciones, Ingeniero Civil, Especialista en Gestión de la Educación Superior y Magíster en Gestión de la Educación Superior otorgados por la Universidad Tecnológica Nacional. Se desempeñó como docente universitario en la misma institución y tiene antecedentes en actividades de investigación y en gestión universitaria, en los cargos de Subsecretario de Relaciones Institucionales e Infraestructura, Secretario Académico y Secretario de Cultura y Extensión Universitaria de la Facultad Regional de Avellaneda de la Universidad Tecnológica Nacional. Asimismo, se ha desempeñado como Director de Obras Sanitarias y Subsecretario de Obras y Servicios Públicos de la Municipalidad de Avellaneda, Vicepresidente de la Comisión Nacional de Energía Atómica y Subsecretario de Políticas Socioeconómicas del Ministerio de Desarrollo de la Provincia de Buenos Aires, entre otros cargos de gestión en organismos públicos.
Fue presidente de ACUMAR desde diciembre de 2013 a mediados de 2015. También dirigió el Consejo Interuniversitario Nacional desde abril de 2015 hasta abril de 2016.